# Афеворк, Элиас
Элиас Афеворк (англ. Elias Afewerki, род. 27 декабря 1992) — эритрейский шоссейный велогонщик.

## Карьера
В 2016 году стал чемпион Африки в командной гонке. В 2017 году занял второе место на чемпионате Эритреи в групповой гонке.
Выступал на таких гонках как  Тропикале Амисса Бонго, Тур Эритреи, Тур Руанды, Тур Алжира, Тур Марокко, Тур Туниса, Тур озера Цинхай

## Достижения
2016
 Чемпион Африки — командная гонка (вместе с Тесфом Окюбамариам, Мексеб Дебесай и Амануэль Гебрезгабихир)
4-й этап на Тур Эритреи
2017
2-й на Чемпионат Эритреи — групповая гонка

## Рейтинги
| Год                 | 2013 | 2014 | 2015  | 2016  | 2017   |
| ------------------- | ---- | ---- | ----- | ----- | ------ |
| Мировой рейтинг UCI |      |      |       | 377-й | 1004-й |
| Азиатский тур UCI   | -    | -    | -     | -     | 554-й  |
| Африканский тур UCI | 66-й | 83-й | 180-й | 9-й   | 41-й   |
|                     |      |      |       |       |        |
| Источник: UCI       |      |      |       |       |        |